# Ocellularia flavisorediata
Ocellularia flavisorediata är en lavart som beskrevs av Andreas Frisch. 
Ocellularia flavisorediata ingår i släktet Ocellularia och familjen Graphidaceae. Inga underarter finns listade i Catalogue of Life.